# Raby Howell
Pour les articles homonymes, voir Howell.
Raby Howell, né le 12 octobre 1869 à Wincobank (Angleterre), mort le 22 novembre 1937 à Preston (Angleterre), est un footballeur anglais, qui évoluait au poste de milieu de terrain à Sheffield United et en équipe d'Angleterre.
Howell a marqué un but lors de ses deux sélections avec l'équipe d'Angleterre entre 1895 et 1899.

## Carrière
- 1888–1890 : Rotherham Swifts
- 1890–1898 : Sheffield United
- 1898–1901 : Liverpool
- 1901–1903 : Preston North End

## Palmarès

### En équipe nationale
- 2 sélections et 1 but avec l'équipe d'Angleterre entre 1895 et 1899.

### Avec Sheffield United
- Vainqueur du Championnat d'Angleterre de football en 1898.